# Papiro giuridico di Torino

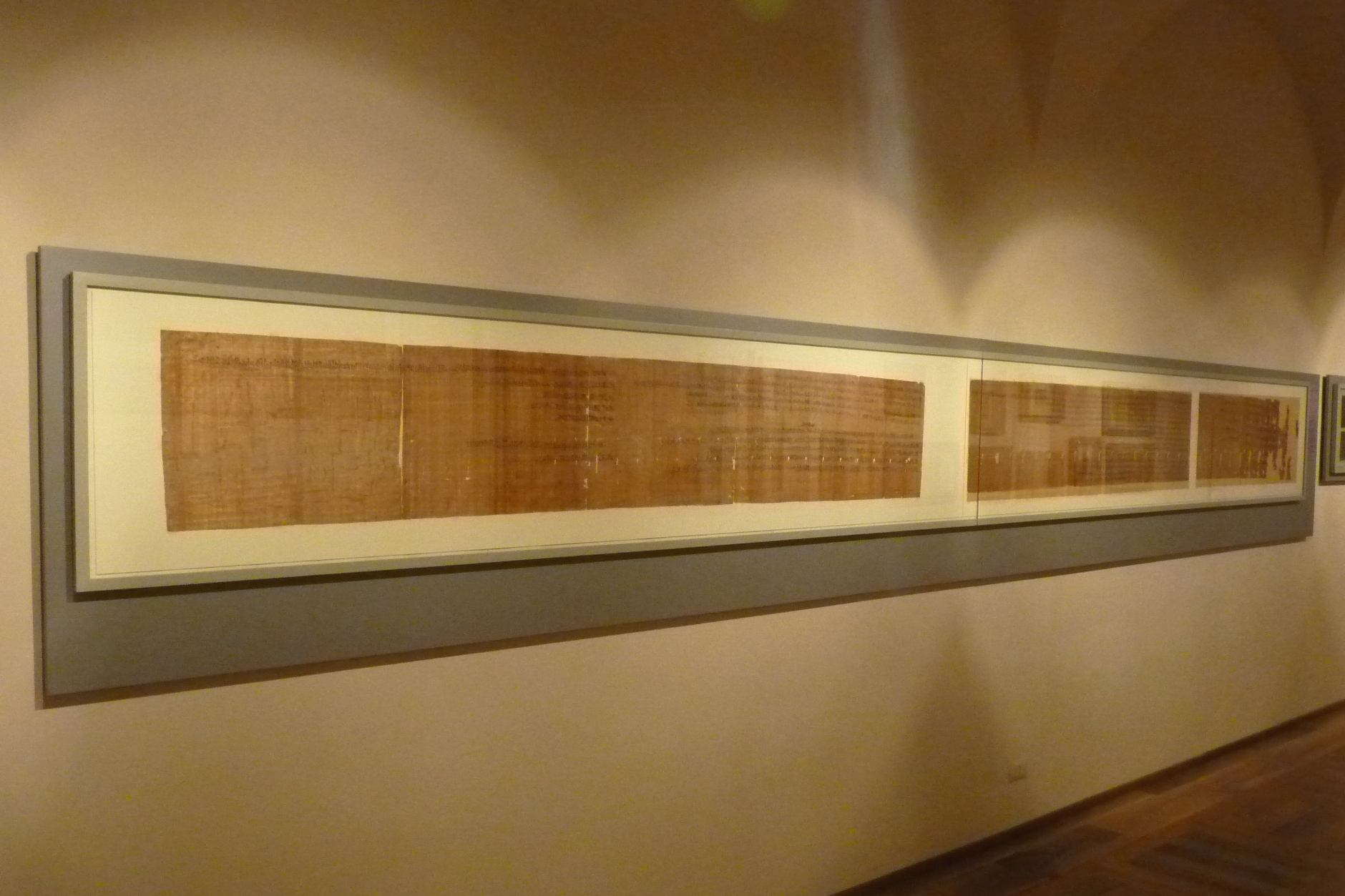
Papiro giuridico di Torino al Museo Egizio

Il papiro giuridico di Torino (o papiro legale di Torino o papiro della congiura dell'harem) è un antico documento egizio, conservato al Museo Egizio di Torino, che tratta dei processi svolti contro i cospiratori che tentarono di assassinare Ramses III, in quella che è stata definita la "congiura dell'harem". Il papiro contiene soprattutto elenchi di accuse, condanne e punizioni inflitte.
Altri due papiri trattano gli aspetti magici di questo caso, ovvero i papiri Rollin e Lee, che elencano le magie utilizzate e le punizioni inflitte (in tutti e tre i casi la pena di morte)

## Contesto storico
Il regno di Ramses III  fu caratterizzato da un eterno conflitto e da un declino interno, che sembrano aver indebolito la posizione del faraone, circondato da servitori e funzionari di ascendenza straniera. Era sintomatico dello stato di salute del paese l'apparente incapacità della burocrazia di fornire lavoratori a Deir el-Medina, il che portò al primo sciopero conosciuto della storia dell'umanità, nell'anno 29° del regno del sovrano. In quest'atmosfera di incertezza, la regina Tiye volle sostituire il proprio figlio Pentawer al legittimo erede di Ramses, Ramesses-Hekma-Meriamun, figlio della moglie principale Iside, e non ebbe problemi a trovare dignitari influenti che la aiutassero.

## La cospirazione
Tiye ottenne l'aiuto di Pebekkamen e di numerosi importanti funzionari che lavoravano a stretto contatto col re. Questi ottennero figure magiche in cera tramite le quali speravano di togliere forza alle guardie reali. Il principale attacco contro il re avrebbe dovuto avvenire dall'interno dell'harem, coadiuvato da una rivolta all'esterno. Il complotto non venne scoperto in tempo, fu attuato agli inizi di aprile del 1155 a.C. ed il faraone morì probabilmente sgozzato, come rivelano le analisi della sua mummia e della ferita profondissima alla gola, ma i cospiratori furono arrestati e processati.

## Il processo

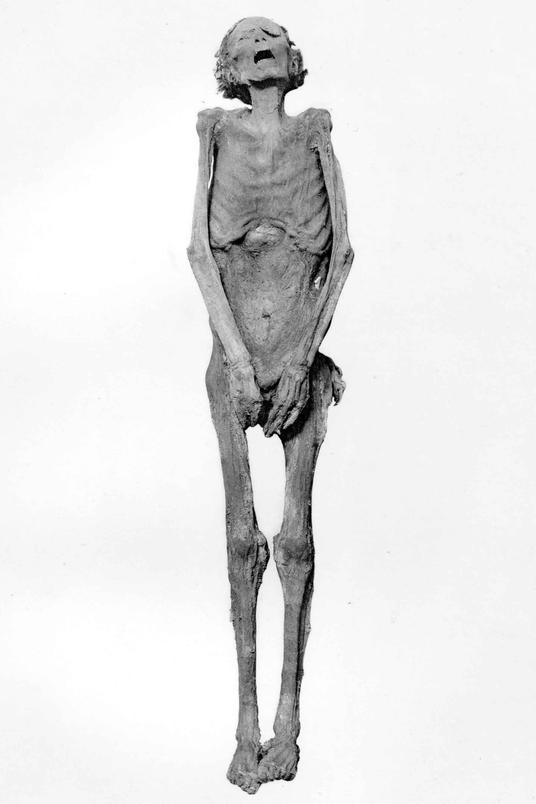
Mummia probabilmente del principe Pentawer, figlio di Ramses III, accusato al processo e condannato al suicidio per avvelenamento

La corte era composta da dodici giudici, due sorveglianti della Casa Bianca (l'antico tesoro egizio) e dieci funzionari di basso rango. Nelle sue istruzioni alla corte, il re ordinò di applicare la giustizia senza fare riferimento a lui. Questa cosa fu interpretata da alcuni come un tentativo del re di non apparire responsabile del loro destino. 
Il papiro non è un resoconto dettagliato del processo, ma piuttosto una lista degli imputati (spesso citati con pseudonimi come Mesedsura, che significa "Ra lo odia",), dei crimini di cui erano accusati e della sentenza. Gli atti della corte erano così sintetizzati:
(Breasted, op.cit., sect;§427ff.)
A causa della gravità del loro crimine, generalmente si pensa che venissero condannati a morte. Il tipo di esecuzione non viene citato. Ad alcuni degli accusati, tra cui il figlio di Ramses, Pentawer, fu concesso di (o furono obbligati a) suicidarsi. Il testo afferma laconicamente:
(Breasted, op.cit., §§446ff.)
Durante il processo si verificò un incidente imbarazzante per il re, quando cinque dei suoi giudici si unirono a sei delle donne accusate in una gozzoviglia. Uno dei giudici fu condannato a suicidarsi, tre furono sfigurati ed uno rimproverato.

## Conseguenze
Ramses morì prima che il resoconto fosse scritto, dato che in essi è citato come "il Grande Dio", termine usato solo per i re morti. A lui successe il figlio Ramesses-Hekma-Meriamun, noto comunemente come Ramses IV. Secondo un articolo pubblicato sul British Medical Journal Ramses III sarebbe stato ucciso da una lama estremamente affilata che gli avrebbe reciso la gola. Sembrerebbe quindi che il Faraone sia stato ucciso nel complotto, forse proprio da suo figlio Pentawer, che lo stesso studio identifica come una mummia di uomo sconosciuto detta Mummia E, apparentemente morto per strangolamento o impiccagione e il DNA del quale sembra avere punti in comune con quello di Ramses.